# Hobsons Bay

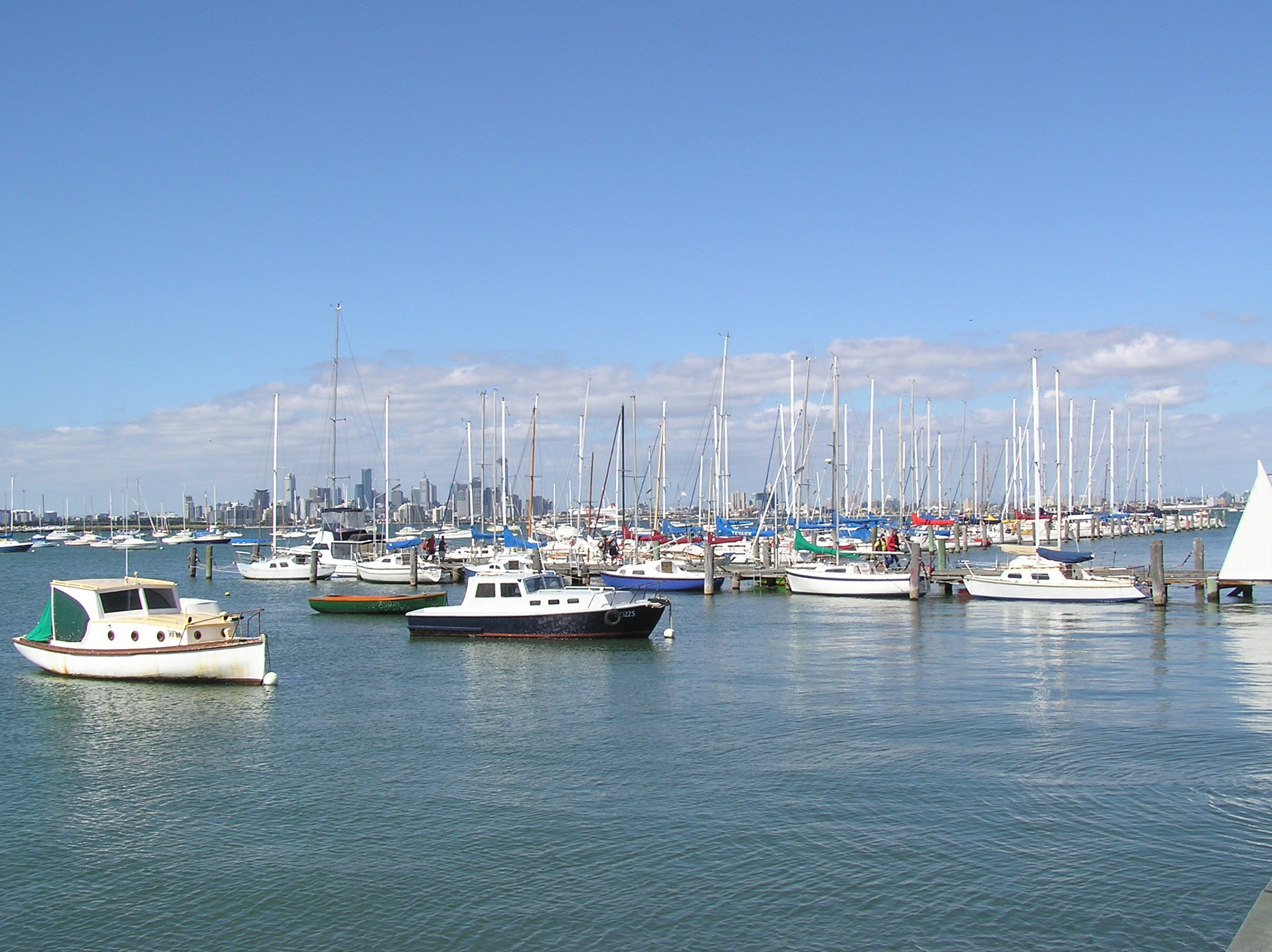
Hobsons Bay

Hobsons Bay ist eine Bucht vor der australischen Metropole Melbourne. Sie ist Teil von Port Phillip und wurde vermutlich nach William Hobson, einem Entdecker und erstem Gouverneur der britischen Kolonie Neuseeland, benannt, der im Jahre 1836 die erste Karte der Bucht erstellte.
Sie ist zugleich Namensgeber des Verwaltungsbezirks (Local Government Area) Hobsons Bay City.